# NGC 1187
NGC 1187 est une galaxie spirale barrée située dans la constellation de l'Éridan. NGC 1187 a été découverte par l'astronome germano-britannique William Herschel en 1884.

## Caractéristiques
La classe de luminosité de NGC 1187 est III et elle présente une large raie HI. Elle renferme également des régions d'hydrogène ionisé.

### Distance
Sa vitesse par rapport au fond diffus cosmologique est de 1 226 ± 12 km/s, ce qui correspond à une distance de Hubble de 18,1 ± 1,3 Mpc (∼59 millions d'al).
À ce jour, 17 mesures non basées sur le décalage vers le rouge (redshift) donnent une distance de 16,630 ± 5,691 Mpc (∼54,2 millions d'al), ce qui est à l'intérieur des valeurs de la distance de Hubble.

### Luminosité dans l'infrarouge
La luminosité de NGC 1187 dans l'infrarouge lointain (de 40 à 400 µm)  est égale à 1,10 × 1010 {\displaystyle L_{\odot }} (1010,04{\displaystyle L_{\odot }}) et sa luminosité totale dans l'infrarouge (de 8 à 1 000 µm) est de 1,51 × 1010 {\displaystyle L_{\odot }} (1010,18{\displaystyle L_{\odot }}).

## Morphologie

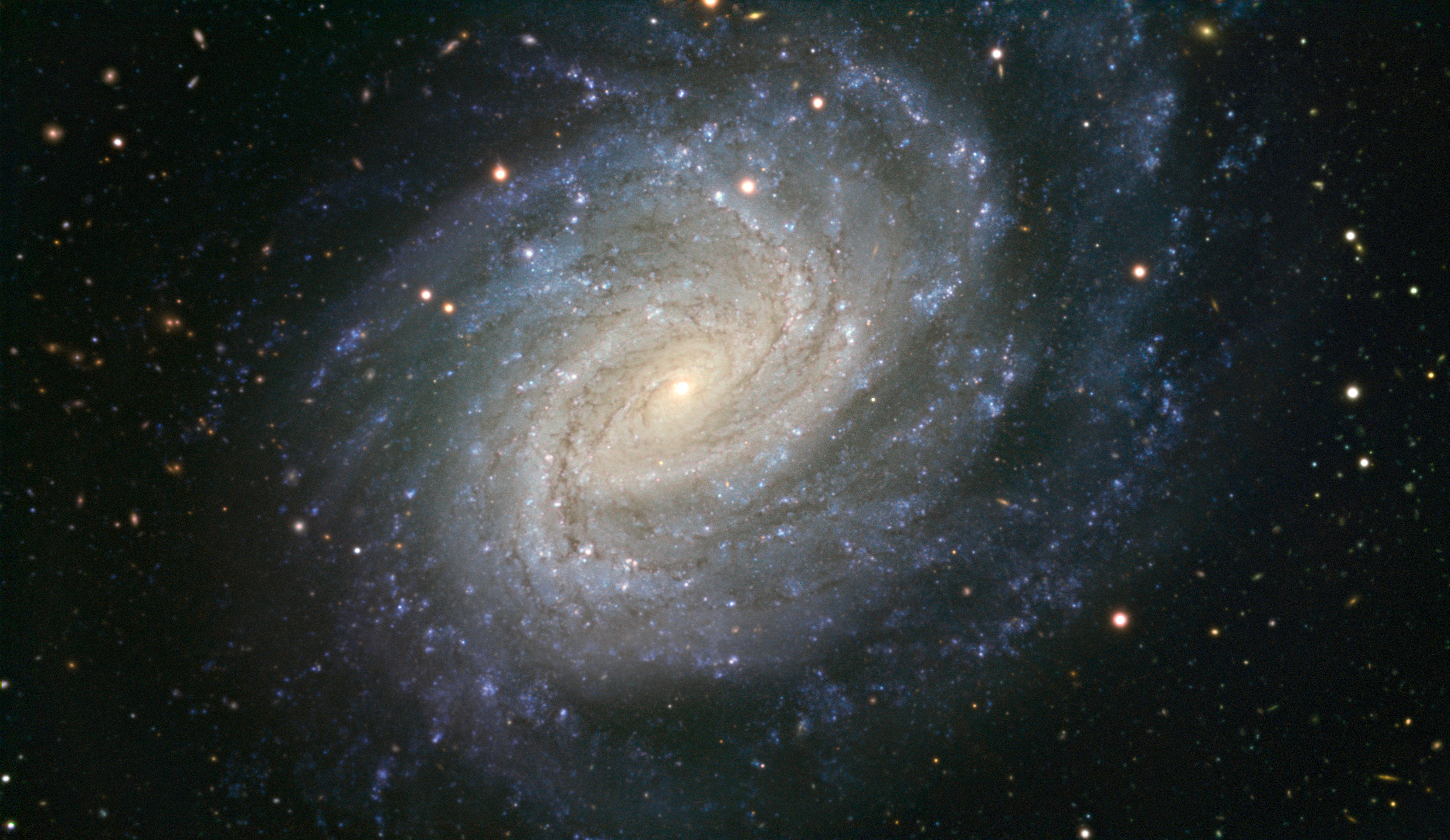
NGC 1187 capté par le télescope VLT.

NGC 1187 a été utilisée par Gérard de Vaucouleurs comme une galaxie de type morphologique SB(rs)c dans son atlas des galaxies,.
Eskridge, Frogel et Pogge ont publié un article en 2002 décrivant la morphologie de 205 galaxies spirales ou lenticulaires rapprochées. Les observations ont été réalisées dans la bande H de l'infrarouge et dans la bande B (le bleu). Selon Eskridge et ses collègues, NGC 1187 est de type  SBc dans la bande B et SB(r)b dans la bande H. La galaxie présente une source nucléaire ponctuelle avec une solide barre émergeant le long du grand axe du bulbe elliptique. Les bras spiralés émergent des extrémités de la barre. Le bras qui commence au SE puis se tourne vers l'O est assez régulier. Le bras commençant à l'extrémité NO de la barre se dirige d'abord vers le N, puis s'estompe avant de réapparaît à l'E se dirigeant ensuite vers le SE. Les bras ont quelques nœuds brillants.

## Supernova
Deux supernovas ont été découvertes dans NGC 1187 : SN 1982R et SN 2007Y.

### SN 1982R

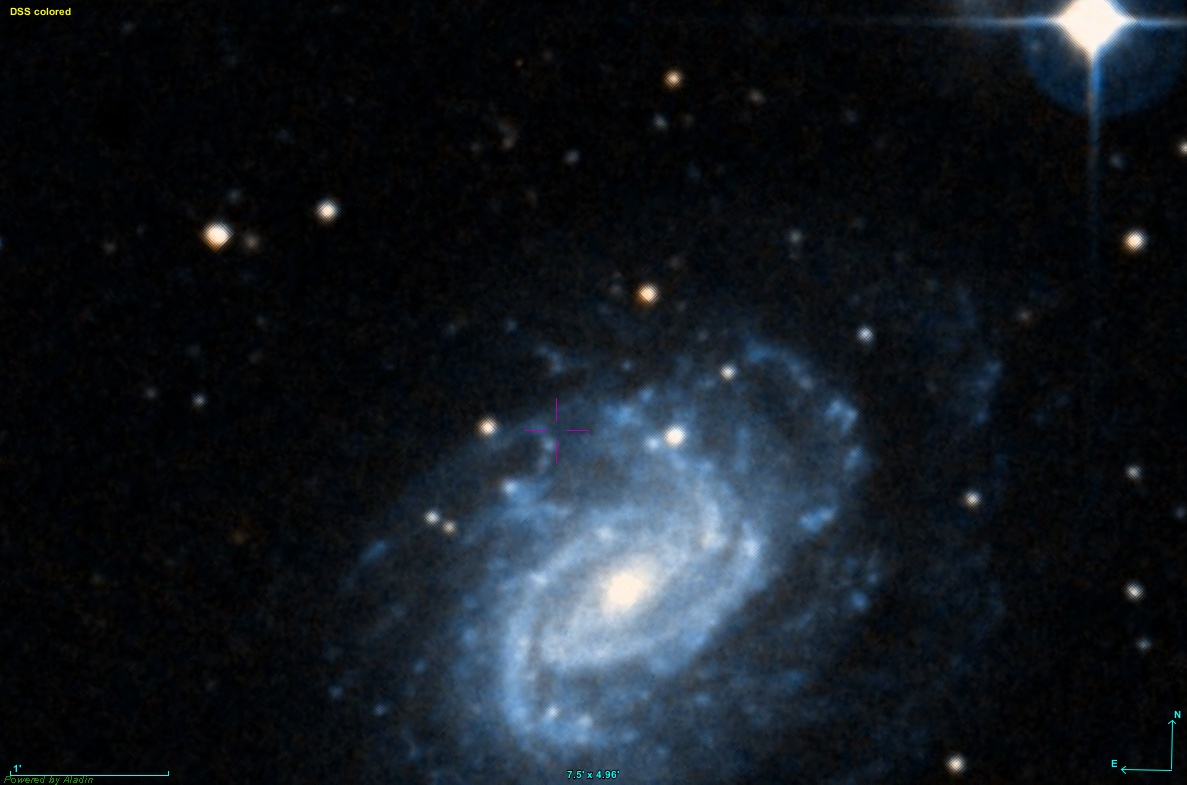
Emplacement de la supernova SN 1982R. (DSS)

Cette supernova a été découverte le 24 octobre 1982 par André B. Muller et O. Pizarro de l'Observatoire européen austral. Cette supernova était de type I.

### SN 2007Y

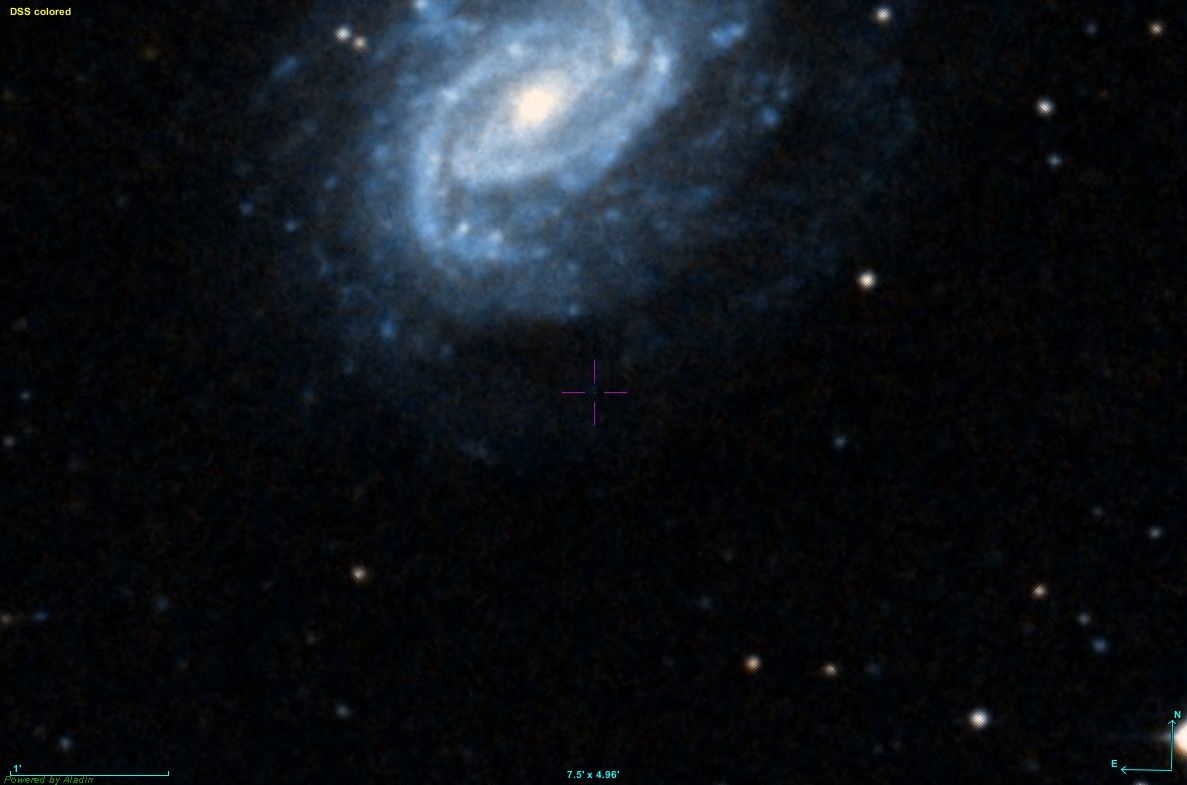
Emplacement de la supernova SN 2007Y. (DSS)

Cette supernova a été découverte le 15 février 2007 par l'astronome amateur sud africain Berto Monard. Cette supernova était de type Ib/c.